# Vorschubantrieb
Der Vorschubantrieb ist ein Antrieb, der bei einer Werkzeugmaschine für die Vorschubbewegung eines Werkzeugs oder Werkstücks verantwortlich ist.

## Funktion
Der Vorschubantrieb reguliert die Vorschubgeschwindigkeit {\displaystyle v_{f}}, die konstant oder veränderlich sein kann und zu einem positionsgenauen Anfahren des Werkstücks an das Werkzeug führt. Dabei können abhängig von den konkreten Anforderungen unterschiedliche Motoren und Getriebe verwendet werden. 

## Motoren
Bei einer konstanten Vorschubgeschwindigkeit kommen in der Regel Asynchronmotoren zum Einsatz. Weitere verwendete Motortypen sind Schrittmotoren, Synchronmotoren, Linearmotoren oder Torquemotoren. Der Vorschub und die Drehzahlanpassung erfolgen in der Regel über elektronische Regelungen, daneben können jedoch auch mechanische Getriebe wie Zahnradgetriebe zur Einstellung der Drehzahl Verwendung finden.

## Getriebe

Linearantrieb mit Gewindespindel

Die meisten Motoren erzeugen eine Rotationsbewegung, die in eine lineare Bewegung für den Vorschub umgewandelt werden muss. Die Umfangsgeschwindigkeit kann beispielsweise durch ein aus Gewindespindeln oder Zahnstangen bestehendes Getriebe in eine Vortriebsgeschwindigkeit umgewandelt werden.